# Пођириденти
Пођириденти (итал. Poggiridenti) је насеље у Италији у округу Сондрио, региону Ломбардија.
Према процени из 2011. у насељу је живело 620 становника. Насеље се налази на надморској висини од 494 м.

## Становништво
Према резултатима пописа становништва 2011. у општини је живело 1.865 становника.
| 1931. | 1936. | 1951. | 1961. | 1971. | 1981. | 1991. | 2001. | 2011. |
| ----- | ----- | ----- | ----- | ----- | ----- | ----- | ----- | ----- |
| 1.018 | 1.019 | 1.157 | 1.236 | 1.289 | 1.559 | 1.649 | 1.807 | 1.865 |